# Versammlung der Völker Kasachstans
Die Versammlung der Völker Kasachstans (kasachisch Қазақстан халқы ассамблеясы, russisch Ассамблея народа Казахстана) ist ein 1995 etabliertes Verfassungsorgan in Kasachstan, dessen offizielle Aufgabe es ist, die Interessen der zahlreichen ethnischen Minderheiten Kasachstans zu Gehör zu bringen. Die Versammlung hat eine beratende Funktion.

## Geschichte
Bei der Unabhängigkeit Kasachstans im Jahr 1991 war dieses ein ethnisch äußerst heterogenes Land. Die ethnischen Kasachen als die eigentliche Titularnation machten nur etwa die Hälfte der Bevölkerung aus. Die andere Hälfte bestand aus zahlreichen nationalen Minderheiten, von denen die Russen die zahlenmäßig bei weitem größte waren. Viele Ethnien waren durch die rücksichtslose Politik der Deportationen zur Stalinzeit nach Kasachstan gelangt. Für den neuen Staat bestand die Gefahr interethnischer Konflikte. Um die Interessen der verschiedenen ethnischen Gruppen besser zu kanalisieren und unter staatlicher Kontrolle halten zu können, wurde auf Initiative des damaligen Staatspräsidenten Nursultan Nasarbajew am 1. März 1995 die Versammlung der Völker Kasachstans gegründet. Offiziell erklärtes Ziel Nasarbajews war es, eine kasachische Nation zu schaffen, die nicht auf ethnische Prinzipien, sondern auf ein Staatsbürger-Bewusstsein gegründet war. Die Mitglieder der Versammlung wurden nicht gewählt, sondern auf Vorschlag örtlicher staatlich anerkannter kultureller Vereinigungen vom Staatspräsidenten ernannt. Sie sollten nach offizieller Lesart die kulturellen Zentren der Minderheiten und die beiden Hauptreligionen, den sunnitischen Islam und das orthodoxe Christentum repräsentieren.
Die Repräsentation der Ethnien ist keine proportionale, entsprechend dem Bevölkerungsanteil. In den Jahren 2000 bis 2005 setzte sich die Versammlung zu 26 Prozent aus Kasachen, 15 Prozent aus Russen, je 6,5 Prozent aus Koreanern, Kasachstandeutschen und Tataren zusammen. Die übrigen knapp 30 Prozent verteilten sich auf zahlreiche andere Nationalitäten. Westliche Politikanalysten sahen in der Versammlung vor allem ein Instrument des Staates, eventuelle isolierte Ansprüche der zahlenmäßig großen russischen Minderheit umzulenken und in eine allgemeine Politik der Multiethnizität einzubetten. Von offizieller kasachischer Seite wurde unermüdlich die Harmonie zwischen den Völkern proklamiert und jeglicher Ethno-Nationalismus verurteilt. Mit dieser Haltung wurden aber auch Sonderwünsche einzelner Nationalitäten abgewehrt.
Nach der Verfassung von 1995 wählte die Versammlung neun der 107 Abgeordnete der Mäschilis, des Unterhauses des kasachischen Parlaments und acht Abgeordnete des Senats von Kasachstan, des Oberhauses.
Die Verfassungsänderung von 2022, die in einem Referendum angenommen wurde, schaffte die neun Mäschilis-Abgeordneten ab. Die Völkerversammlung behielt danach das Vorschlagsrecht für fünf Abgeordnete des Senats.